# Шульц, Дейв
Дэвид Лесли «Дейв» Шульц (англ. David Leslie "Dave" Schultz; 6 июня 1959, Пало-Алто, Калифорния — 26 января 1996, Ньютаун, Пенсильвания) — американский борец вольного стиля, чемпион Олимпийских игр, чемпион мира, трёхкратный обладатель Кубка мира, чемпион Панамериканских игр, чемпион США по вольной борьбе (1984, 1986, 1987, 1988, 1993, 1994, 1995), многократный чемпион США как по вольной, так и по греко-римской борьбе по версии NCCA (1978, 1981, 1982) по версии AAU (1977, 1981, 1982). Брат Марка Шульца, также олимпийского чемпиона по борьбе.

## Биография
Родился в Пало-Алто. В детстве был полным и страдал от дислексии. Начал заниматься борьбой в средней школе, и в 1977 году стал чемпионом штата и выиграл свои первые национальные титулы. Затем обучался в Университете Оклахомы, где продолжал занятия борьбой.
В 1978 году был вторым на розыгрыше Кубка мира. В 1979 году остался шестым на чемпионате мира среди юниоров. В 1980 году стал в первый раз обладателем Кубка мира. В 1981 году был вторым на розыгрыше Кубка мира и вторым на Универсиаде. В 1983 году завоевал звание чемпиона мира и в первый раз победил на турнире памяти Анри Деглана. В 1984 году стал победителем престижного международного турнира в Тбилиси.
На Летних Олимпийских играх 1984 года в Лос-Анджелесе боролся в категории до 74 килограммов (полусредний вес). Участники турнира, числом в 22 человека в категории, были разделены на две группы. За победу в схватках присуждались баллы, от 4 баллов за чистую победу, и 0 баллов за чистое поражение. Когда в каждой группе определялись три борца с наибольшими баллами (борьба проходила по системе с выбыванием после двух поражений), они разыгрывали между собой места в группе. Затем победители групп встречались в схватке за первое—второе места, занявшие второе место — за третье—четвёртое места, занявшие третье место — за пятое—шестое места. В предварительных схватках действующий чемпион мира Дейв Шульц не имел сложностей; тяжёлые встречи сложились у него во второй финальной схватке в группе и в финале, но он смог победить, и стал чемпионом Олимпийских игр.
| Круг                           | Соперник      | Результат | Основание                               | Время схватки |
| ------------------------------ | ------------- | --------- | --------------------------------------- | ------------- |
| 1                              | Пекка Раухала | Победа    | 9-1 (3,5 балла)                         |               |
| 2                              | Зан Коулман   | Победа    | 12-0 (4 балла)                          | 3:16          |
| 3                              | Ромарио Салас | Победа    | 12-0 (4 балла)                          | 1:13          |
| 4                              | Шабан Сейди   | Победа    | Туше (4 балла)                          | 1:46          |
| Финал в группе «А» (встреча 1) | Шабан Сейди   | Победа    | Зачёт предварительной встречи (4 балла) |               |
| Финал в группе «А» (встреча 2) | Хан Мён У     | Победа    | 5-0 (3 балла)                           |               |
| Финал                          | Мартин Кносп  | Победа    | 4-1 (4 балла)                           |               |

В 1985 году занял первое место на турнире, названном «Суперчемпионат мира», а на регулярном чемпионате остался вторым, на следующий год — третьим. Также в 1986 году стал победителем Игр Доброй воли. В 1987 году выиграл Панамериканские игры и завоевал «серебро» на чемпионате мира. В 1990—1991 годах был победителем турнира памяти Анри Деглана. В 1991 году стал победителем международного турнира в Тбилиси, став таким образом единственным американцем, выигрывавшим этот турнир дважды. В 1993 году завоевал очередное «серебро» на чемпионате мира. В 1994 году выиграл Кубок мира, а на чемпионате мира был лишь седьмым. В 1995 году остался третьим на Панамериканских играх и вновь стал обладателем Кубка мира, а на чемпионате мира остался пятым.
Краткая характеристика Дейва Шульца, подготовленная советским тренерским штабом:

 Шульц — волевой борец, имеет высокую психическую устойчивость, целеустремлен. Ведет поединки агрессивно. Любимыми приемами в стойке являются проходы в одну ногу, бросок через спину захватом за одну руку на плечо. В партере отлично выполняет перевороты накатом захватом за туловище, переворот разгибанием захватом шеи из-под плеча. Борющемуся с ним необходимо все время опережать его в организации атаки, не давать ему возможности перехватить инициативу. Во втором периоде наращивает темп борьбы, стараясь измотать соперника. Пропускает броски прогибом. Имеет сильный, но негибкий мост. Хорошо чувствует соперника в плотном захвате, когда последний входит ему в ногу, защищаясь, отбрасывает её назад и, захватив атакующего за голову с рукой сверху, выполняет переворот прогибом. Если соперник распознает этот контрприем своевременно, отвлекает его внимание упором рукой в колено изнутри, а затем снова переходит на этот переворот.— 
В ходе своей карьеры работал помощником тренера в Университете Оклахомы, Стэнфордском университете и Университете Висконсин-Мэдисон.

## Смерть
В начале 1990-х принял предложение Джона Дюпона, известного филантропа, мецената, спонсора и учёного, члена семьи Дюпон, основавшей компанию DuPont, о создании команды борцов Team Foxcatcher в Пенсильвании. Он тренировал команду и одновременно сам намеревался выступить в отборочных соревнованиях с целью участия в Олимпийских играх 1996 года.
Дейв Шульц был убит тремя выстрелами 26 января 1996 года Джоном Дюпоном в автомобиле в поместье Дюпона. Шизофрения последнего считается причиной убийства. Тело Дейва Шульца было кремировано.
Член Национального зала славы борьбы США (1997). В память о Дейве Шульце учреждён фонд его имени и проводится турнир по борьбе в Колорадо-Спрингс.

## В искусстве
Об убийстве Дейва Шульца Беннетт Миллер снял в 2014 году фильм «Охотник на лис».